# Planigale tealei
Planigale tealei is een roofbuideldier uit het geslacht der platkopbuidelmuizen (Plangale). De wetenschappelijke naam van de soort werd voor het eerst geldig gepubliceerd door Ken Aplin, Norah K. Cooper, Kenny James Travouillon en Linette Stacey Umbrello in 2023.

## Voorkomen
De soort komt voor in droge, open gebieden in de Pilbara in Noordwest-Australië.
Planigale gilesi · Platkopbuidelmuis (Planigale ingrami) · Planigale kendricki · Planigale maculata · Planigale novaeguineae · Planigale tealei · Planigale tenuirostris